# 간라정
간라정(일본어: 甘楽町 간라마치[*])은 일본 군마현 남서부에 있는 간라군의 정이다.

## 개요
군마현 서남부를 흐르는 가부카와 남쪽 기슭의 마을이다. 중심 지구인 오바타는 모토오바타번의 성읍으로 국가 지정 명승지 낙산원, 메이수 백선의 유카와보가 있다. 쇼와 시대 중기 무렵까지 양잠이 성행하였으나, 쇼와 시대 후기부터 헤이세이 시대에 걸쳐 채소·과수 생산량이 증가하여 키위 특산지가 되고 있다. 

## 역사
- 1889년 - 정촌제 시행으로 기타칸라군에 오바타촌, 아키하타촌, 후쿠시마정, 니야촌이 성립했다.
- 1925년 - 오바타촌이 정으로 승격해 오바타정이 되었다.
- 1950년 - 기타칸라군이 간라군으로 명칭을 변경하였다.
- 1955년 - 오바타정, 아키하타촌이 합병해 오바타정이 되었다.
- 1959년 - 오바타정, 후쿠시마정의 일부, 니야촌이 합병해 개칭, 간라정이 되었다.

## 인구
|                                            | |
| 간라정의 전국의 연령별 인구 분포（2005년） | 간라정의 연령·남녀별 인구 분포（2005년）                                                                               |
| ■자주색 ― 간라정 ■녹색 ― 일본전국          | ■파랑색 ― 남자 ■빨간색 ― 여자                                                                                          |
| · 간라정（에 해당되는 지역）의 인구추이    | |
| 일본 총무성 통계국 국세조사 결과           | |
|                                            | 기술적 문제로 인해 그래프를 일시적으로 사용할 수 없습니다. 파브리케이터와 미디어위키 위키에 더 자세한 정보가 있습니다. |

## 교통

### 철도
- 조신 전철 조신선

### 도로
- 조신에쓰 자동차도
- 국도 254호선